# フィンランドのビール
フィンランドのビール（英語: Beer in Finland）では、フィンランドで製造されるビールの概要について記す。
フィンランドのビールの歴史は長く中世までさかのぼれる。現存する商業醸造所で最古のものは1819年にヘルシンキで創業されたシネブリチョフ（現在はケラヴァに移転している）で、フィンランドのみならず北欧に範囲を広げても最古である。

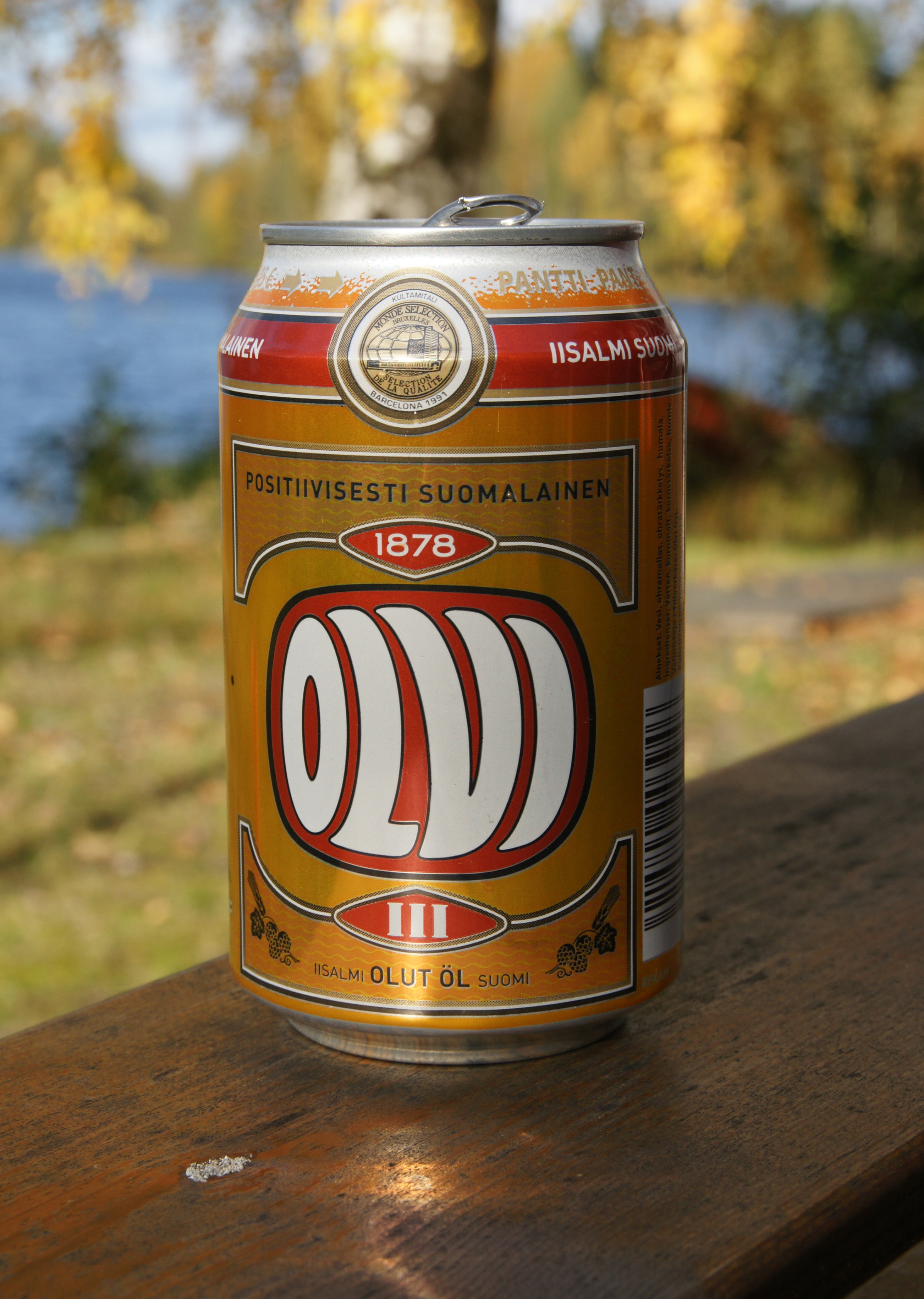
フィンランドのビールオルヴィ

10月13日はシネブリチョフの創業の日であり、これを「フィンランドビール誕生の日（Suomalaisen oluen päivä）」として記念日になっている。
フィンランドで大手の醸造所としては、シネブリチョフの他、ハートウォール、オルヴィがある。
フィンランドで製造されているビールはペールラガーがほとんどである。

## ビールの販売
フィンランドのビールはアルコール度数に依って、等級が定められている。等級によって飲食店での提供やスーパーマーケットの酒類コーナーなどでの販売可否が異なる。ビールに限らずアルコール度数が4.7%より高い酒は国営企業であるアルコ(Alko)でのみ販売できる。
また、販売可能な時間も定められており、販売開始は朝9時から。アルコール度数が低い酒は夜9時以降まで、アルコール度数が高い酒は夜8時までの販売であり、店そのものが遅くまで営業していても酒売り場のみシャッターが降りることもある。飲食店でもアルコール度数22%を超す酒類を提供する場合には、免許が必要となっている。
|      | アルコール度数 | 飲食店での提供   | 店舗販売 | 備考                                                                         |
| ---- | -------------- | ---------------- | -------- | ---------------------------------------------------------------------------- |
| I    | 0.0% - 2.8%    | 可               | 可       | 販売免許不要                                                                 |
| II   | 2.8% - 3.7%    | 可               | 可       | フィンランド国内ではほとんど使用されておらず、スウェーデン向けに使用される。 |
| III  | 3.7% - 4.7%    | 可               | 可       | フィンランドではこのクラスのビールが最も人気が高い。                         |
| IV A | 4.8% - 5.2%    | 可 ("A" license) | 可       |                                                                              |
| IV B | 5.2% - 8.0%    | 可 ("A" license) | 不可     | アルコでは販売されている。                                                   |

缶ビールは各サイズが販売されているが、瓶ビールは330ミリリットル入りの小瓶が主流となっており、ラッパ呑みされている。販売店では同じ製品であっても冷やした製品よりも、常温ストックされているほうが若干安く販売されている。販売店の入り口付近にはリサイクルマシーンが設置されており、空瓶や缶を入れると少額ながら払い戻しがされる。
アルコール度数22%未満の酒は18歳未満は購入ができず、アルコール度数22%以上の酒は20歳未満の購入ができない。また、販売時に店員が顧客を30歳以下だと判断した場合には、店員が身分証明書の提示を求めてくるので、購入する顧客はこれに応じる義務がある。

## 提督ビール
ピルカンマー県タンペレ市にあったブルワリーのピューニッキでは、1970年からAmiraali-olutpullojen（提督ビール）と呼ばれるビールを醸造、販売していた。このビールの特徴はボトルや缶のラベルに世界各国の「提督」24人を描いたシリーズである。ホレーショ・ネルソンや東郷平八郎などが描かれていた。ピューニッキは1985年に倒産しシネブリチョフに吸収されて提督ビールの販売は続いたが、それも1992年には製造中止となった。2003年にはタンペレのマイクロブルワリーであるコスキパニーノがシネブリチョフからライセンスを取得し、提督ビールの製造を再開したが、2004年末には再び製造が中止となっている。

### 東郷ビール
日本においては日露戦争の日本海海戦で日本勝利の立役者でもある東郷平八郎ラベルのビールがフィンランドで販売されていることをもって、「東郷平八郎にフィンランド独立の恩顧がある」、「フィンランドが親日国である」といった理解も少なくない。また、東郷ビールとして「日露戦争後にロシア統治下であったフィンランドで販売された」、「フィンランド独立を記念して販売された」と記された日本の文献もある。
しかし、提督ビールは上述のように1970年発売開始であり、世界各国の提督をラベルに描いたビールである。東郷平八郎と戦ったロシア帝国海軍バルチック艦隊のジノヴィー・ロジェストヴェンスキーを描いたラベルのものも同時に販売されていた。
フィンランドでの提督ビールは製造販売が終了しているが、日本においては日本ビールが日本で製造したビールに東郷平八郎を描いたラベルを貼り、日本国内向けに「東郷ビール」として販売している。